# Kvintiljard
Kvintiljard är talet 1033 och kan skrivas med en etta följt av 33 nollor, alltså
1 000 000 000 000 000 000 000 000 000 000 000.
Ordet kvintiljard kommer från det latinska prefixet kvint- (fem) och med ändelse från miljard.
En kvintiljard är lika med en miljon kvadriljarder eller en miljondel av en sextiljard.